# 盛华仁
盛华仁（1935年9月—），生於江蘇射陽，汉族，中国共产党、中华人民共和国企業家及政治人物，原副国级领导人。南京化学工业公司业余化工大专班毕业，高级经济师。1951年1月参加工作，1954年8月加入中国共产党，是中共第十五届中央委员。曾任第十届全国人大常委会副委员长兼秘书长，国家经贸委主任，中国石化集团总经理等职务。

## 经历

### 早年
1951年，盛华仁进入江苏省扬州苏北合作干部学校学习。毕业后，历任苏北合作总社统计员，苏北行政公署财经委员会计划员，苏北建筑工程公司练习生，南京市建筑工程公司技术员、工区计划组组长、工区副主任等职。期间，曾在南京市建筑工程局业校、南京化学工业公司业余化工大专班学习，获大专学历。 

### 仕途
1965年，盛华仁调入中华人民共和国化学工业部下属化肥工业公司党委办公室，任副主任。此后，历任化工部综合计划组长远规划小组副组长，计划司副司长、司长。1983年，出任中国石油化工总公司副总经理；1990年，接替陈锦华出任总经理。1998年3月起，在朱镕基内阁中任中华人民共和国国家经济贸易委员会主任。
2001年，因已届退休年龄，被免去国家经贸委主任职务；2001年3月15日，在第九届全国人大第四次会议上，他当选第九届全国人民代表大会常务委员会委员。2003年3月至2008年3月任第十届全国人大常委会副委员长兼秘书长，期間曾發言要求港區全国人大代表支持香港特區为香港特别行政区基本法第二十三条立法。